# Filip Meirhaeghe
Filip Meirhaeghe (Gent, 5 maart 1971) is een Belgisch voormalig mountainbiker en lokaal politicus voor Open Vld. 

## Levensloop
Op de Olympische Zomerspelen 2000 in Sydney won hij een zilveren medaille. In 2002 won hij de eindzege in de Wereldbeker en in 2003 werd hij wereldkampioen. Bij de Wereldbeker mountainbike in Mont-Saint-Anne (Canada) die Meirhaeghe won, werd hij betrapt op het gebruik van het verboden stimulerend middel epo. Hij werd 15 maanden geschorst, maar maakte zijn rentree op 19 februari 2006 tijdens de strandrace van Oostduinkerke. In 2007 reed hij voor de ploeg Landbouwkrediet-Colnago. Op 3 mei 2009 reed hij in Houffalize zijn laatste WB-wedstrijd mountainbike.
Bij de Wielerbond coacht hij de MTB-jongeren en voor Emolife Belgium cvba is hij projectleider van allerlei MTB evenementen voor het goede doel. Zo begeleidde hij de Senegal Classic voor Vredeseilanden en de Duchenne Heroes in België, ten voordele van het onderzoek naar een behandeling van de spierdystrofie van Duchenne, die jongetjes treft. In 2016 werd hij bondscoach van de Belgische mountainbikers.
Bij de gemeenteraadsverkiezingen in 2012 stond Meirhaeghe in Maarkedal op de vijfde plaats op de kieslijst van 'Maarkedal Leeft', een lokale lijst rond Open Vld. Hij werd verkozen en werd aangesteld als schepen van jeugd, sport en financiën. In 2018 was hij bij de gemeenteraadsverkiezingen lijsttrekker voor Open Vld. Hij werd herkozen en bleef schepen. Bij de Vlaamse verkiezingen van 2019 stond hij zesde op de Oost-Vlaamse lijst van Open Vld, maar hij raakte niet verkozen.
Hij bezit het diploma van graduaat Marketing aan de Hogeschool Gent en is de auteur van het boek Positief, uitgegeven door Davidsfonds, waarin hij het verhaal doet vanaf zijn jeugd tot aan zijn positieve plas in de bungalow van het Wereldantidopingagentschap (WADA).  Meirhaeghe zet zich ook in voor enkele goede doelen, zoals het Kinderkankerfonds. Hij schreef ook het boek De comeback. In 2012 werd Filip Meirhaeghe winnaar van het tv-programma Eeuwige Roem. In de finale haalde hij het van motorcrosser Stefan Everts en tennisser Kristof Vliegen.

## Palmares

### Overzicht belangrijkste prestaties
- Belgisch kampioen in 1996, 1998, 2001 en 2006
- Parijs-Roubaix mountainbike in 1997 en 2002
- Wereldkampioenschap in 1998 (brons), 1999 (brons), 2002 (zilver), 2003 (goud)
- Europees kampioen in 2000
- Olympische Spelen van Sydney 2000 (zilver)
- Winnaar wereldbeker in 2002
- Won 11 WB-manches, de laatste op 3 juli in het Canadese Calgary
- Winnaar van de GP Rudy Dhaenens 2006

### Mountainbiken
| Seizoen | Wereldbeker                                | OS        | WK        | EK        | BK        | Overige                                                        | Totaal aantal zeges |
| ------- | ------------------------------------------ | --------- | --------- | --------- | --------- | -------------------------------------------------------------- | ------------------- |
| 1990    |                                            | NVT       | 78e       |           |           | Köln, Belveaux                                                 | 2                   |
| 1991    |                                            | NVT       |           | 23e       | 5e        | La Clusaz                                                      | 1                   |
| 1992    |                                            | NVT       |           |           | 15e       | Amsterdam                                                      | 1                   |
| 1993    |                                            | NVT       | 66e       |           |           | Torla, St-Niklaas, Temse, Tielrode, Zonnegem, Profondville     | 6                   |
| 1994    |                                            | NVT       |           | 44e       | 5e        |                                                                | 0                   |
| 1995    |                                            | NVT       | 26e       | 26e       | Zilver    | Amsterdam, Wiltz, Gent, Cairns                                 | 4                   |
| 1996    |                                            | DNS       | 17e       | 6e        | Goud      | Mol, Brulon, Parijs, Neuchâtel, Herve, Engis                   | 6                   |
| 1997    |                                            | NVT       |           | 10e       | Zilver    | Parijs-Roubaix, Luik, Reims, Lommel, Engis, Chimay, Mol        | 7                   |
| 1998    | St. Wendel                                 | NVT       | Brons     | 20e       | Goud      | Langdorp, Ujimi, Engis, Milaan                                 | 6                   |
| 1999    | St. Wendel                                 | NVT       | Brons     | 15e       |           | Amay, Fujimi, Yerseke                                          | 4                   |
| 2000    | Houffalize, Lausanne                       | ↑         | 9e        | ↑         | Zilver    | Afxentia, Balegem, Lommel, Langdorp, Michelbeke, Kluisberg     | 9                   |
| 2001    |                                            | NVT       | 8e        | 8e        | Goud      | Albufeira, Monterey, Kluisberg, Vail, De Panne                 | 6                   |
| 2002    | Mt-St-Anne, Grouse Mountain eindklassement | NVT       | ↑         | 13e       | Zilver    | Parijs-Roubaix, Thieusies, Kluisberg, Malmedy, Grächen, Fujimi | 8                   |
| 2003    | Fort William, Kaprun                       | NVT       | ↑         | 7e        |           | Langdorp, Fujimi                                               | 5                   |
| 2004    | Madrid, Mt-St-Anne, Calgary                | DNS       | DNS       | DNS       | DNS       | Voroklini, Monterey, Leadville                                 | 6                   |
| 2005    | schorsing                                  | schorsing | schorsing | schorsing | schorsing | schorsing                                                      | schorsing           |
| 2006    |                                            | NVT       | 7e        |           | Goud      |                                                                | 1                   |
| 2007    |                                            | NVT       | 25e       | 10e       | Zilver    | Malmedy                                                        | 1                   |
| 2008    |                                            | DNF       | 42e       | DNS       | Brons     |                                                                | 0                   |
| 2009    |                                            | NVT       | 19e       | DNS       |           |                                                                | 0                   |
|         |                                            |           |           |           |           |                                                                |                     |
| Totaal  | 11 (1x eindklassement)                     | 0         | 1         | 1         | 4         | 56'                                                            | 73'                 |

### Wegwielrennen
| Jaar | Gent-Wevelgem | Ronde van Vlaanderen | Parijs-Roubaix |
| ---- | ------------- | -------------------- | -------------- |
| 2002 | 35e           |                      |                |
| 2003 |               | 41e                  |                |
| 2007 |               | 42e                  | 33e            |
| 2008 | 90e           |                      | 47e            |
| 2009 |               |                      | 34e            |

1982 Annie Lambrechts · 1983 Eddy Annys · 1984 Ingrid Berghmans · 1985 niet uitgereikt · 1986 William Van Dijck · 1987 Wim Van Belleghem · 1988 Robert Van de Walle · 1989 niet uitgereikt · 1990 Ulla Werbrouck · 1991 Sabine Appelmans · 1992 Annelies Bredael · 1993 Gella Vandecaveye · 1994 Brigitte Becue · 1995 Fred Deburghgraeve · 1996 Luc Van Lierde · 1997 Stefan Everts · 1998 Sven Nys · 1999 Marleen Renders · 2000 Filip Meirhaeghe · 2001 Kim Clijsters · 2002 Kim Gevaert · 2003 Benny Vansteelant · 2004 Gino De Keersmaeker · 2005 Kathleen Smet · 2006 Tia Hellebaut · 2007 estafetteploeg 4x100m dames · 2008 Kenny De Ketele · 2009 Tom Goegebuer · 2010 Cédric Van Branteghem · 2011 Evi Van Acker · 2012 Hans Van Alphen and Marieke Vervoort · 2013 Frederik Van Lierde · 2014 Bart Swings · 2015 Jaouad Achab · 2016 Peter Genyn · 2017 Seppe Smits · 2018 Nina Derwael · 2019 Emma Meesseman · 2020 niet uitgereikt · 2021 Belgische hockeyploeg (mannen) · 2022 Remco Evenepoel  · 2023 Lotte Kopecky
Wielerploegen van Filip Meirhaeghe
Burke · Coudray · Cuylits · De Waele · Louder · McCauley · Meirhaeghe · Mifune · Roesems · Tsjerniakov · Van De Walle · Van Der Berg · Van Landeghem · Vanhaecke · Vermeersch · Weynants · Chadwick (stagiair) · Fagan (stagiair) · Roland (stagiair)
Advejev · Bernucci · Bileka · Cali · Cavagnis · Coudray · De Waele · Hrysjtsjenko · Lievens · Louder · Lucchini · Mattozza · Meirhaeghe · Metloesjenko · Mifune · Popovytsj · Romano · Scamardella · Sørensen · Streel · Van Landeghem · Van Malderghem · Vanhaecke · Vermeersch · Weynants · Anzà (stagiair) · Chadwick (stagiair) · Timosjin (stagiair)
De Ketele · De Neef · De Wilde · Hovelijnck · Huysmans · Jacobs · Keisse · Meirhaeghe · Paulissen · Ranson · Renders · Roelandts · Schets · Steurs · Uytterhoeven · Van De Gehuchte · Van den Abeele · Van Der Hasselt · Van Rooy · Verspeeten · Wijnands · Wynants
Amorison · A. Capelle · Criquielion · Cummings · De Waele · De Wilde · Habeaux · Kleynen · Lebeau · Manning · Meirhaeghe · Neirynck · Renders · Sijmens · Simon · Van Loocke · Vanlandschoot · D. Verheyen · Verstrepen · Clancy (stagiair) · Clauwaert (stagiair) · Maene (stagiair)
Amorison · Boucher · A. Capelle · Clancy · De Waele · De Wilde · Gabriel · Kleynen · Kuyckx · Lebeau · Manning · Meirhaeghe · Neirynck · Peeters · Scheirlinckx · Sijmens · Van Mechelen · Vanlandschoot · D. Verheyen · Bellemakers (stagiair) · Delfosse (stagiair) · Maene (stagiair)
Amorison · Bellemakers · Boucher · A. Capelle · Clancy · De Waele · Delfosse · Gourgue · Kleynen · Kuyckx · Manning · Meirhaeghe · Neirynck · Nys · Peeters · Scheirlinckx · Sijmens · Stannard · Steels · Van Mechelen · Cappelle (stagiair) · Coomans (stagiair) · Hanseeuw (stagiair)
Amorison · Barbé · Bellemakers · Bertrand · Boucher · De Waele · Delfosse · Drouilly · Flahaut · Gourgue · Meirhaeghe · Neirynck · Nys · R. Peeters · K. Peeters · Ricci Poggi · Scheirlinckx · Verheyen · De Scheemaeker (stagiair) · Planckaert (stagiair) · Van den Haute (stagiair)
- International Standard Name Identifier: 0000 0003 9379 3531
- Nederlandse Thesaurus van Auteursnamen: 290705916
- Virtual International Authority File: 288176669
- WorldCat: E39PBJt44kF38qWmTVqpWgw6Kd